# Lygodactylus ocellatus
Lygodactylus ocellatus är en ödleart som beskrevs av  Roux 1907. Lygodactylus ocellatus ingår i släktet Lygodactylus och familjen geckoödlor.

## Underarter
Arten delas in i följande underarter:
- L. o. soutpansbergensis
- L. o. ocellatus